# Богословский-Платонов, Ипполит Михайлович
Ипполи́т Миха́йлович Богосло́вский-Плато́нов (26 января (7 февраля) 1821, Москва — 15 (27) декабря 1870, Москва, Российская империя) — священник Русской православной церкви, общественный деятель, педагог, богослов.

## Биография
Богословский-Платонов учился в Московской духовной семинарии и Московской духовной академии (МДА), которую окончил в 1844 году первым из курса. Принадлежал к блестящей плеяде «платоников» — тех, кто за успехи удостаивался стипендии, учрежденной митрополитом Платоном (Левшиным). Особой честью платоновских стипендиатов была двойная фамилия, к родовой части добавлялось «Платонов».
Магистерская диссертация его была богословской, но остался он в МДА под опекой однокашника и близкого друга своего отца, философа Федора Александровича Голубинского, его адъюнктом по классу логики и истории средневековой и новой философии.
За время работы в МДА (1844—1850) он составил довольно полный курс преподаваемых наук, который не был напечатан. Подготовленная им программа преподавания логики в университетах была одобрена и принята к руководству.
По мнению ученика Богословского-Платонова, архиепископа Саввы (Тихомирова) «Ипполит Михайлович читает славно, только слушай: все довольны чтением, и класс всегда полон».

Другой ученик, философ Н. П. Гиляров-Платонов, получивший отличие «платоника» за диссертацию «Об онтологии Гегеля размышление», выполненную под руководством Богословского-Платонова объясняет причину отставки учителя: 
Гегель был тогда еще кумиром всего, имевшего притязание на способность к высшему мышлению; в духовно-учебных заведениях то был предмет суеверного ужаса и отвращения для одних, любопытства — для других. Любопытство принадлежало, разумеется, молодым людям и было вполне естественно и похвально. Не выходить же им с пробелом в голове, и притом относительно явления самого выдающегося! Так судил и молодой бакалавр; он нашел нужным познакомить своих слушателей с отвлеченностью абсолютного идеализма. Но с первого же шага вместо внимания и поощрения, которого заслуживало его начинание, именно за то самое попал он в опалу
О том же пишет своем письме к наместнику Лавры о. Антонию сам митрополит Филарет:
В наставниках после Г-ва [Голубинского], я не замечал наклонности к чужемудрию. Один из старших его [Богословский-Платонов], который замечен был неосмотрительно употребившим мысль Гегеля, теперь служит при церкви с ободрением прихожан за устроение благоговейного церковного служения
Церковь Успения в Могильцах, куда в 1851 году поступил на службу Богословский-Платонов, была в то время одной из беднейших в центре Москвы. Большую часть прихожан в ней составляли служащие пожарного депо (200 человек), которые были бедны, в брак не вступали и детей не крестили. О преобразованиях в церкви говорит Гиляров-Платонов:
…Благодаря ему невидная церковь Успения скоро сделалась наиболее из других посещаемой. …И покойный митрополит наконец, получая отовсюду похвальные отзывы, начал отзываться с особенным одобрением о бывшем неблагонадежном. Между прочим, он отзывался о нем как одном из двоих лучших духовниках Москвы. Все это было впрочем вознаграждением нравственно очень печальным, когда сообразишь, что обширные дарования, способные стяжать себе известность на поприще глубокомысленных исследований, получают признание в виде одобрения за соблюдение внешней благочинности в богослужении или за исполнение обязанности духовника
В начале 1851 г. митрополит Филарет назначил его, как знатока церковного пения, членом комитета, учрежденного для рассмотрения нотных церковных переложений. Комитет этот был призван разобраться в многолетней полемике между директором Придворной певческой капеллы А. Ф. Львовым, предлагавшим новые варианты «Обихода простого церковного пения», и ревнителем древнего церковного песнопения князем В. Ф. Одоевским. Учитывая замечания экспертов (вторым был Д. В. Разумовский — зять Ф. А. Голубинского), митрополит Филарет рекомендовал пересмотреть переложения, дабы они более соответствовали древним напевам и, по возможности, были проще. Богословскому-Платонову поручалось составление плана «Сборника переложений для народной школы», издаваемому как приложение к учебнику церковного пения.
Прекрасно излагаемые и произносимые поучения и благолепие и стройное исполнение церковной службы скоро стали привлекать в храм Успения тысячи молящихся, и о Богословском распространилась слава как о лучшем проповеднике и священнослужителе в Москве. В 1866 году он был перемещен к Троицкой, что на Арбате, церкви, а в 1868 году назначен благочинным Пречистенского сорока.
Деятельность Богословского не ограничивалась одним пастырским служением. Важнейшей отраслью его деятельности была педагогика. Он преподавал в нескольких гимназиях (Четвёртой, Первой, Пятой, Поливановской), в лучших частных пансионах Москвы (Циммермана, Дюмушель), в Ермолаевском (впоследствии Мариинском) училище, а также в домах высшего света. Среди окормляемых им лиц: вдова В. А. Жуковского Елизавета, принявшая православие, но по-русски не говорившая, и её дети, а также юная княжна Прасковья Сергеевна Щербатова (в замужестве графиня Уварова) — будущий председатель Московского археологического общества.

По воспоминаниям его ученика он
…Отличался умением ясно и толково преподавать свой предмет и замечательным даром слова. Рассказывал ли он о каком-либо событии из Священной истории, или диктовал объяснения церковных служб, речь его текла плавно, красиво, правильно, без всяких повторений и запинок, как будто он не говорил наизусть, а читал по книге.
…Особенно памятны мне его записки по церковной истории, которые он диктовал нам взамен скучного и сухого учебника <…> Записки эти можно назвать образцовыми по живости изложения и искусству вместить обширный исторический материал в тесные рамки добавления к учебнику, 
В 1866 году, по определению Св. синода, назначен членом Высочайше учрежденного комитета для составления учебника церковного пения для народных школ; с 1867 года состоял членом московского уездного училищного совета, в конце 1868 года был утверждён цензором по изданию «Московских епархиальных ведомостей» и в то же время первым членом комитета, учреждённого для устройства эмеритальной кассы духовенства московской епархии. В начале 1870 года Богословский был избран в члены совета Православного миссионерского общества, а кроме того, состоял членом-распорядителем братства Св. Николая. Дважды он избирался председателем съездов московского епархиального духовенства, был гласным думы и в этом звании заведовал городскими училищами Москвы; кроме того, он давал уроки в частных домах.
«По своему уму и образованию, по развитию эстетического вкуса в области церковной музыки и церковного пения, по своей неутомимой духовной, учебной и гражданской деятельности Богословский, — по отзыву „Московских Ведомостей“, — резко выдавался из ряда лиц той скромной среды, в которую был поставлен…. Почти вся Москва знала и уважала его за его полезную для церкви и общества деятельность».
Общественная деятельность:
- член Комитета, учрежденного для рассмотрения нотных церковных переложений 1851
- член Комитета для составления учебника церковного пения для народных школ (1866—1870)
- гласный Московской городской думы (1866—1870) — первый из священнослужителей, заведовал городскими училищами
- член Московского уездного училищного совета (1867—1870)
- член Комитета по устройству эмеритальной кассы духовенства (1869—1870)
- член Совета Православного Миссионерского общества 1870
- член-распорядитель Братства свт. Николая
- член Общества любителей духовного просвещения
- член Комитета для рассмотрения нового проекта устава духовных семинарий

## Семья
Отец:
- Михаил Андреевич Богословский (1790—1836), сын священника села Сынково Подольского уезда Московской губернии. Фамилию получил по названию тамошнего храма Иоанна Богослова. Окончил Троицкую семинарию и МДА (первый выпуск 1818 г.). Служил диаконом в Москве в Пименовской в старых Воротниках церкви (1820—1830) и настоятелем церкви Сошествия Святого Духа у Пречистенских ворот (1830—1836).

Мать:
- Александра Афанасьевна (1803 — после 1881) — дочь выпускника и преподавателя Славяно-греко-латинской академии Афанасия Васильевича Платонова (1774 — около 1812), переводчика с немецкого, настоятеля церквей Спасской в Копьях и Вознесения, что на Гороховом поле. Один из первых «платоников».

Жена:
- Мария Мартыновна урожденная Ловцова (1827—1875), выпускница Московского училища ордена св. Екатерины, дочь выпускника и преподавателя МДА Мартина Леонтьевича Ловцова (1796—1869), гебраиста, автора синодального перевода книги Второзакония, законоучителя Московского училища ордена св. Екатерины, в конце жизни настоятеля церкви Неопалимой купины.

Дети:
- Дочь — Ольга (1849—1915), была замужем за правоведом, профессором МДА и Московского университета, Николаем Кирилловичем Соколовым; их дочь Лидия была замужем за профессором МДА Николаем Александровичем Заозерским.
- Сын — Сергей (1850 — после 1875), юрист
- Дочь — Елена (1852 — около 1900), учительница
- Дочь — Мария (1853 — после 1922), была замужем за протопресвитером Владимиров Семеновичем Марковым
- Дочь — Софья (1854 — после 1916), была замужем за богословом, профессором МДА, Василием Александровичем Соколовым; дочь, Любовь — жена богослова и философа Павла Тихомирова.
- Сын — Дмитрий (1856 — после 1911), чиновник
- Сын — Андрей (1859—1896), гласный Московской городской думы
- Сын — Владимир (1862 — после 1920), присяжный поверенный, музыкант (виолончелист, композитор, организатор концертов) — был женат на Анне Дмитриевне Кастальской — сестре композитора А. Д. Кастальского, дочери одноклассника Ипполита Михайловича по МДА Дмитрия Ивановича Кастальского.

Большая часть преподавательской корпорации МДА находилась в той или иной степени родства. От свекра сестры Марии Мартыновны, Григория Александровича (Рогаль) Левитского, открывавшего своей речью академию в 1814 г. — до племянника Ипполита Михайловича, историка Михаила Михайловича Богословского, бывшего одним из последних у Троицы — более сотни персон входили в одну большую семью. Зятья Богословского-Платонова, Соколовы, были дядя и племянник. Брат старшего (отец младшего) Александр Кириллович Соколов, был преподавателем МДА. Александр и Николай Кирилловичи — кузены ректора МДА, А. В. Горского. Другой ректор, С. К. Смирнов — свояк, однокашник и ближайший друг Богословского-Платонова. В семью входила и родня митрополита Филарета (Дроздова), в частности, его внучатый племянник, Константин Иванович Богоявленский — зять Смирновых.

## Труды
- Изъяснение пророчества Исаии об избранном отроке Иеговы // Прибавления к изданию творений святых отцов в русском переводе. — 1850. — Ч. 9. — С. 400—432.
- История философии. Арабы и их философия // Москвитянин. — 1850. — Ч. III. — № 9. — отд. III. — С.13-30.
- Слово при освящении храма. // Прибавления к Творениям св. Отцов. — 1862. — Ч. XXI. — Кн. 1. С. 1—8.
- Первое собрание Московской общей думы. Речь при открытии городской Думы в Москве // Московские ведомости. — 1863. — № 79. — С. 2. — стлб. 2, 3.
- Вера и суеверие // Душеполезное чтение. — 1865. Ч.3. — С. 299—310.
- О ложном снисхождении // Душеполезное чтение. — 1865. — № 9. — С. 31-42.
- Речь к воспитанникам 1-й и 5-й московских гимназий // Душеполезное чтение. — 1866. — № 9. — С. 40-45.
- Церковное пение как средство к распространению в народе религиозного и нравственного образования // Душеполезное чтение. — 1866. — Ч. 3. — С.30-40.
- Слово при погребении Сергея Ивановича Тихомирова-Платонова // Душеполезное чтение. — 1866. — Ч.1. — № 3. — С.177-184.
- Слово при погребении г. Кошелева // Душеполезное чтение. — 1866. — Ч.3. — С. 52-59.
- «Наше житие на небесах есть» Филипп 3, 20. Напутствие христиан при вступлении в новый год // Душеполезное чтение. — 1867. — Ч.1. — С. 3-12
- Нечто о скромности в словах // Душеполезное чтение. — 1867. — № 2. — С.143-148.
- О любви к Отечеству // Душеполезное чтение. — 1867. — № 9. — С. 3-10; 105—107.
- Речь при открытии одного из пяти начальных женских училищ, учреждаемых в Москве Городского думою // Душеполезное чтение. — 1867. — № 10. — С.105-108.
- Речь 26 ноября, перед выносом гроба высокопреосвященнейшего Филарета из Чудова монастыря. // Душеполезное чтение. — 1867. — № 11. — С. 217—218.
- Речь к воспитанникам 1-й и 5-й гимназий // Циркуляр по Московскому учебному округу 1868. — № 10.
- Отзыв о книге А. Т. Бузовой: «Общественное богослужение Православной церкви». // Циркуляр по Московскому учебному округу 1868. — № 11.
- Слово в память открытия Братства св. Николая. // Душеполезное чтение. — 1868, ноябрь.
- Об общественной благотворительности //Душеполезное чтение. — 1868. — Ч.3. — С. 207—212.
- О христианских приготовлениях к общественной деятельности // Душеполезное чтение. — 1868. — Ч.2. — С. 377—386.
- Свобода и послушание. Слово на царский день // Душеполезное чтение. — 1869. — Ч.1. — С. 281—288.
- Слово к вновь вступившим в гимназию воспитанникам // Душеполезное чтение. — 1869. — Ч.2. — С. 18-20.
- Речь над гробом Михаила Ивановича Доброхотова // Московские Епархиальные Ведомости. — 1869. — № 48. — С.15-16.
- Размышления о Вечности // Православное обозрение 1871. — № 1. — С.110-119.
- О покаянии // Душеполезное чтение. — 1871. — Ч.1. — С.74-88, 124—129.
- О христианской искренности и правдивости // Душеполезное чтение. — 1871. — Ч.1. — С. 334—350.
- О чудесах // Душеполезное чтение. — 1871. — Ч.2. — С. 34-38.
- О христианской простоте мысли и жизни // Душеполезное чтение. — 1871. — Ч.2. — С. 99-107.
- О свойствах истинной ревности к правде // Душеполезное чтение. — 1871. — № 6 104—108.
- О склонности к лености // Душеполезное чтение. — 1871. — Ч.2. — № 7 — С. 180—187.
- У креста место для скорбящих // Душеполезное чтение. — 1871. — Ч.3. — № 9 — С. 37-42.
- О христианской скромности // Душеполезное чтение. — 1871. — Ч.3. — № 10 — С. 111—116.
- Истинно христианская скорбь // Душеполезное чтение. — 1871. — Ч.3. — № 11 — С. 190—196.
- О недовольстве своим состоянием // Душеполезное чтение. — 1872. — Ч.1. — № 1 — С.106-109.
- Поучение в великий пяток на слово: жажду // Душеполезное чтение. — 1872. — Ч.1. — № 4 — С. 433—436.
- О мире божьем в душе христианина //Душеполезное чтение. — 1874. — Ч. 3. — № 12. — С.461-467.